# L'ingénieur aimait trop les chiffres
L'ingénieur aimait trop les chiffres est un roman policier français de Boileau-Narcejac, paru chez Denoël en 1959. 

## Résumé
Par une chaleur suffocante, l'ingénieur en chef Sorbier, qui travaille à une invention secrète, est assassiné dans son bureau à l'heure du déjeuner. Or, trois témoins - les ingénieurs adjoints Renardeau et Belliard, ainsi que le gardien Legivre - n'ont vu personne entrer ni sortir de l'édifice. De plus, le prototype de l'invention, un tube radioactif de 20 kilos qui pourrait faire exploser Paris tout entier, a été volé. 
Appelé sur les lieux du crime, l'inspecteur Mareuil, qui connaissait personnellement la victime, comprend que les circonstances rendent impossible la thèse du suicide. Il tire de la corbeille à papiers une enveloppe adressée à la victime, mais dont la lettre a disparu. Il en déduit que le coupable l'a probablement subtilisée parce que trop incriminante. 
Poursuivant ses investigations, l'inspecteur se rend à la somptueuse demeure des Sorbier. Il remarque l'attitude posée, voire indifférente de Linda, la très belle épouse, qui contraste de façon singulière avec Mariette, la bonne en pleurs. Au cours de l'interrogatoire, Mme Sorbier ne cache pas à Mareuil que son mariage battait de l'aile. Elle révèle aussi que le carnet d'adresses de son mari, conservé à l'étage, est introuvable. En outre, Sorbier avait congédié Raoul Mongeot, le chauffeur de la maison, il y a de cela une huitaine de jours, sous prétexte qu'il revendait de l'essence et trafiquait les réparations sur la voiture avec des garagistes. Après une recherche sur ce suspect, Mareuil découvre que Mongeot, alias Paul Leleu, a un lourd passé criminel. Pourtant, quand il le prend en filature, il ne paraît nullement inquiet et affiche l'insouciance du citoyen le plus honnête. Mais un soir, il entre par effraction dans la maison des Sorbier et tente d'enfoncer la porte de la chambre de Linda. Mais, quand Mareuil monte l'escalier à sa poursuite, il ne trouve personne sur le palier. Mongeot s'est volatilisé.
Devant cet échec, l'inspecteur est accablé jusqu'à ce qu'un tout petit indice lui permette de dénouer toute l'affaire. 

## Adaptation
- 1989 : L'ingénieur aimait trop les chiffres, téléfilm français réalisé par Michel Favart, d'après le roman éponyme, avec Jean-Pierre Bisson, Dietlinde Turban et Jean-Pierre Bouvier.

## Source
- Jean Tulard, Dictionnaire du roman policier : 1841-2005. Auteurs, personnages, œuvres, thèmes, collections, éditeurs, Paris, Fayard, 2005, 768 p. (ISBN 978-2-915793-51-2, OCLC 62533410), p. 368.